# Chranibory Drugie
Chranibory Drugie – zniesiona z dniem 1 stycznia 2024 kolonia osady Wandalin, położona w Polsce w województwie podlaskim, w powiecie bielskim, w gminie Boćki.
W latach 1975–1998 miejscowość administracyjnie należała do województwa białostockiego.